# 單身寄生族
單身寄生族（日语：パラサイト・シングル），是和製英語，指“自学校毕业后仍继续与父母同住、依賴父母提供基本生活条件的未婚者”。

## 語源
單身寄生族，於1997年，由山田昌弘（时任东京学艺大學助理教授）创造；指將父母宿主寄生的单身人士 。1999年，山田在筑摩书房出版《單身寄生族的时代》，而广为人知。
山田認為，西北欧国家或美国、加拿大、澳大利亚等國要求成年人在成年後自立，是看不到單身寄生族的現象 。寄生族可以把家务留给父母，将大部分收入用于零花，在时间和金钱方面过上富裕的生活。此外，婚姻會降低生活水平，故削弱了结婚的动力，是不婚的原因之一 。
單身寄生族，也包含那些毕业后不依赖父母，但在毕业前从父母或祖父母獲得过多的赠与或财产分配的成年人；但不包括继承，僅包含獲得超過法定繼承額的繼承。

## 腳註
1. 1 2 3 4  パラサイト・シングル （页面存档备份，存于） 知恵蔵、コトバンク
2. ↑  『パラサイト・シングルの時代』11ページ

## 相关项目
- 家裡蹲
- 尼特族
- 彼得潘综合症
- 核心家庭
- 飞特族
- 工作貧窮
- 就職冰河期
- 迷惘的一代